# Liparis distans
Liparis distans är en orkidéart som beskrevs av Charles Baron Clarke. Liparis distans ingår i släktet gulyxnen, och familjen orkidéer. Inga underarter finns listade i Catalogue of Life.